# Фірланде та Маршланде
Фірланде та Маршланде (нім. Vier- und Marschlande) — територія площею 13163 га з 27431 мешканцями (станом на 31 грудня 2015 року) у гамбурзькому районі Бергедорф. У той час як Маршланде належав сільській місцевості Гамбурга з кінця XIV століття, Фірланде перебував під спільним управлінням Гамбурга та Любека аж до XIX століття. Після закінчення режиму «обох міст» (кондомініум) у 1867 році вони повністю приєдналися до Гамбурга. До початку березня 2008 року Фірланде та Маршланде утворювали спільний район місцевої влади (нім. Ortsamt Vier- und Marschlande).